# Manicaragua
Manicaragua est une ville et une municipalité de Cuba de la province de Villa Clara, située au centre du pays dans les monts Escambray.

## Géographie

### Situation
Manicaragua est à l'ouest du centre de l'île de Cuba, à la pointe sud de la province de Villa Clara, à 290 km est-sud-est de La Havane et 36 km sud-est de sa capitale de province Santa Clara.

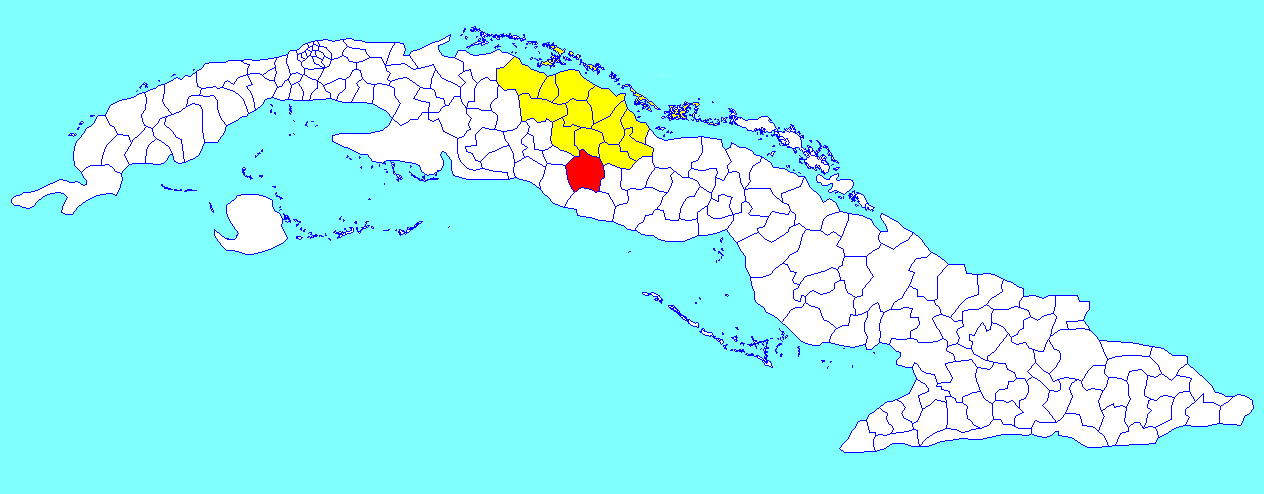
Municipalité de Manicaragua dans la province de Villa Clara

### Divisions administratives
La municipalité compte 16 consejos populares :
- Manicaragua I
- Manicaragua II
- Manicaragua III
- La Moza
- La Campana
- Jicotea
- Mataguá
- Güinia de Miranda
- Seibabo
- Arroyo Seco
- Jorobada
- El Marino
- La Herradura
- Las Cajas
- Potrero de Güinia
- Provincial

## Population
En 2022 la population de la municipalité est estimée à 61 445 habitants. Pour une surface de 985,7 km2, la densité est de 62,34 habitants/km².